# Michel Andrieux
Michel Andrieux, francoski veslač, * 28. april 1967.
Andrieux je za Francijo nastopil na Poletnih olimpijskih igrah 1996 in 2000.
V Atlanti je v dvojcu brez krmarja osvojil bronasto medaljo, v Sydneyju pa je v isti disciplini osvojil zlato.